# 啟明大學

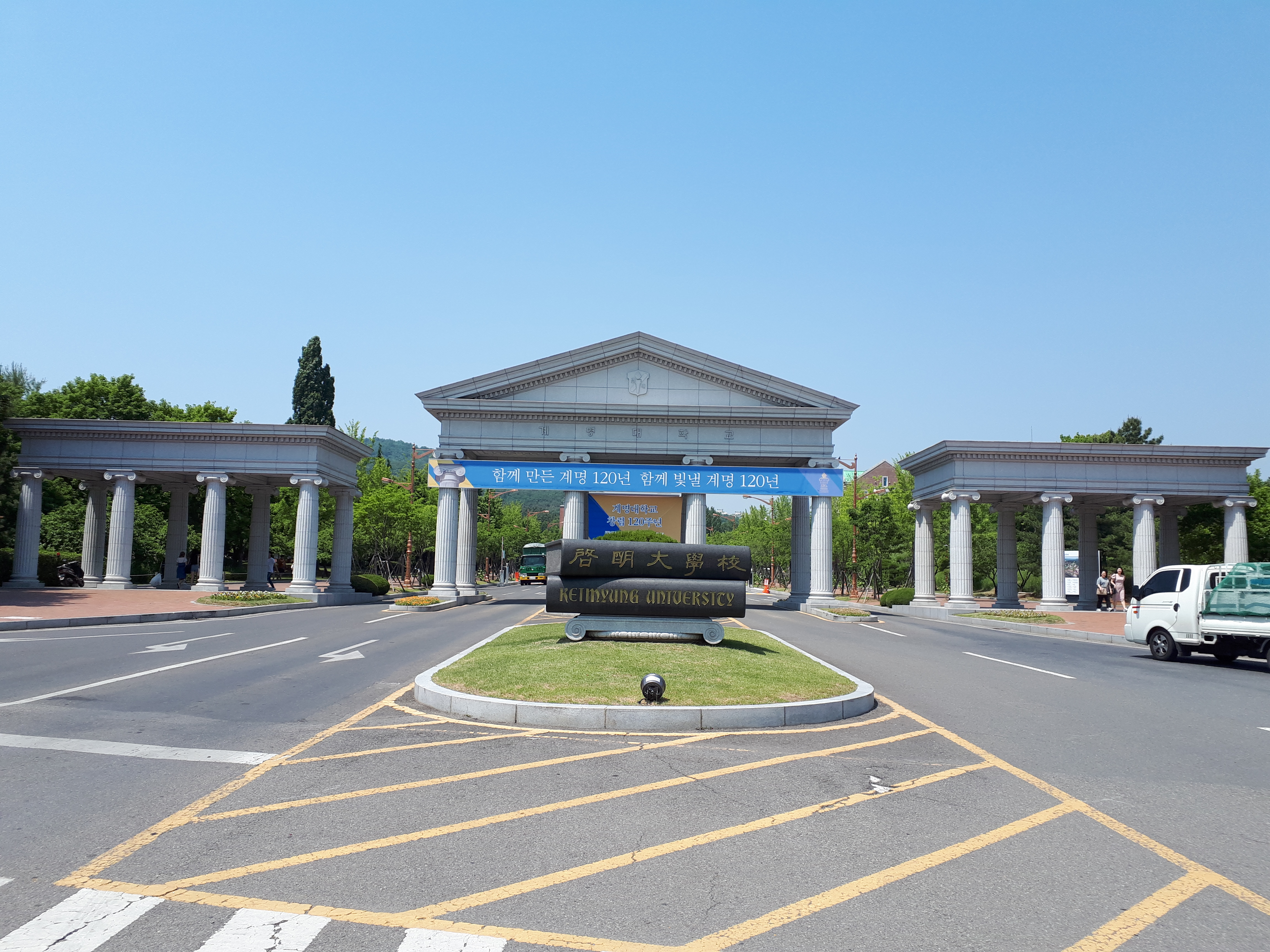
啟明大學校門口

啟明大學（韓語：계명대학교，英語：Keimyung University），是一所位於韓國大邱廣域市的基督教私立大學。